# Hiesville
Hiesville è un comune francese di 65 abitanti situato nel dipartimento della Manica nella regione della Normandia.

## Geografia
La città si trova nel sud-est della penisola del Cotentin. Il suo villaggio si trova 7 km a sud-est di Sainte-Mère-Église e 9 km a nord di Carentan.

## Società

### Evoluzione demografica
Abitanti censiti